# Busterminal
En busterminal eller rutebilstation er et trafikalt knudepunkt, med anlæg til at betjene forskellige buslinjer. De er ofte, men ikke altid, anlagt i forbindelse med større jernbanestationer, lufthavne eller anden trafikplads, hvor der er et stort behov for transport af mange passagerer til og fra.
Mange byer af en vis størrelse har en busterminal, hvor buslinjer til og fra omegnen og andre byer mødes eller har endestation. En sådan terminal kan desuden fungere som knudepunkt for de lokale bybusser, hvis de ikke eventuelt har deres egen. For at lette omstigningen mellem de forskellige buslinjer og eventuelle andre transportmidler kan driften være koordineret, så der på bestemte tidspunkter ankommer og afgår en række busser indenfor et kort tidsrum. I storbyer vil der typisk være flere busterminaler, hvor en for eksempel er for fjernbusser, mens andre ligger ved forskellige jernbanestationer og andre knudepunkter til brug for de lokale buslinjer.
Busterminaler har som regel flere faciliteter end almindelige busstoppesteder. Det mest almindelige er sammenhængende tag over et større venteområde, informationstavler, toiletter og ventesale. Mange steder kan man også finde bagagebokse, kiosk og billetsalg, ligesom der nogle steder kan være butikker eller spisesteder. Nogle steder håndteres der også gods, rækkende fra mindre breve og pakker og op til stykgods i områder trafikeret af kombinerede busser og lastbiler eller lignende. Derudover kan der være mulighed for henstilling af busser og opholdsrum for buschaufførerne. Terminaler uden faciliteter har problemer i daglig drift. Før indvielsen af Københavns Busterminal i 2024 holdt fjernbusserne for eksempel her på Ingerslevsgade, hvor passagererne skulle krydse en cykelsti, når de stod af og på.